# 小堺一機と渡辺美里のスーパーオフショット
小堺一機と渡辺美里のスーパーオフショット（こさかいかずきとわたなべみさとのスーパーオフショット）は、ニッポン放送で2007年度 - 2018年度にナイターオフシーズン期限定で放送していたトーク番組である。

## 概要
月替わりで一組のゲストとトークセッションを展開する。合間には渡辺美里の歌が一曲（ゲストが歌手の場合はそのゲストの曲）とミニコーナーを挟んだ構成である。

## 出演者
- 小堺一機（2010年度 - ）レギュラー起用前は2009年オフシーズンのゲスト。
- 渡辺美里
- 東島衣里（ニッポン放送アナウンサー）（2016年度 - ） - 提供クレジット読みならびにコーナー担当。

### 過去の出演者
- 北澤豪（2007年度 - 2009年度） - タイトルも渡辺美里と北澤豪のスーパーオフショットだった。
- 五戸美樹（当時ニッポン放送アナウンサー）（ - 2014年度） - 提供クレジット読みならびにコーナー担当。退職により降板。
- 増田みのり（当時ニッポン放送アナウンサー）（2015年度） - 提供クレジット読みならびにコーナー担当。

## コーナー
- ゲストトーク

番組のメインコーナー。月第1週と第4週は前後半通して放送される。第2・第3週は以下のコーナーのため前半のみ放送される。
- 噂のオフショット→なるほど!ウワサの情報局

担当:五戸美樹（2014年度まで）→増田みのり（2015年度）→東島衣里（2016年度）。月第2週の後半に放送される。
- ライオン なるほど!からだ・快適・情報局

担当:五戸美樹（2014年度まで）→増田みのり（2015年度）→東島衣里（2016年度）。番組スポンサーライオンの商品を使った生活情報。月第3週の後半に放送される。
- おすすめDVD情報

映画通の小堺が最新の映画ソフトを紹介する。月第3週の後半に放送される。
- 総集編

放送する週が5週ある月の5週目は総集編を放送する。また、年度最初の放送はゲストを呼ばず、小堺と渡辺の近況を語り合う。

## ネット局

### 2018年ナイターオフ期
各局ともライオン提供（スポンサードネット）で、初年度（2007年度）は放送がなかった（ニッポン放送では裏送り）。
| 放送対象地域 | 放送局名              | 放送日時 | 備考   |
| ------------ | --------------------- | --- | ------ |
| 関東広域圏   | ニッポン放送（LF）    | 火曜 21:00 - 21:30（2008・2009・2013 - 2018年度） 火曜 20:00 - 20:30（2010 - 2012年度） | 製作局 |
| 北海道       | STVラジオ             | 日曜 22:00 - 22:30（2008 - 2010年度） 土曜 18:30 - 19:00（2011年度） 土曜 20:00 - 20:30（2012・2016年度） 土曜 18:00 - 18:30（2012 - 2014年度） 土曜 19:30 - 20:00（2015年度） 土曜 17:30 - 18:00（2017年度） 日曜 18:30 - 19:00（2018年度） |        |
| 中京広域圏   | 東海ラジオ放送（SF）  | 金曜 21:00 - 21:30（2008・2009年度） 火曜 20:00 - 20:30（2010 - 2014年度） 水曜 21:00 - 22:00（2015 - 2018年度） |        |
| 近畿広域圏   | 朝日放送ラジオ（ABC） | 土曜 18:30 - 19:00（2013・2015・2016年度） 日曜 22:00 - 22:30（2014年度） 土曜 16:30 - 17:00（2017・2018年度） | [ 5 ]  |
| 福岡県       | 九州朝日放送（KBC）   | 月曜 21:00 - 21:30（2008 - 2010年度） 月曜 20:30 - 21:00（2011 - 2013年度） 月曜 20:00 - 20:30（2014年度） 日曜 17:00 - 17:30（2015年度） 日曜 24:05 - 24:35（2016年度） 水曜 24:30 - 25:00（2017年度） 土曜 24:30 - 25:00（2018年度）       |        |

### 過去のネット局
| 放送対象地域   | 放送局名                      | 放送日時 | 備考 |
| -------------- | ----------------------------- | --- | ---- |
| 岩手県         | IBC岩手放送                   | 日曜 23:00 - 23:30（2007年度） 日曜 22:00 - 22:30（2013年度） 日曜 17:30 - 18:00（2015年度） |      |
| 秋田県         | 秋田放送（ABS）               | 日曜 17:00 - 17:30（2007・2008年度） 日曜 18:00 - 18:30（2009・2010年度） 日曜 18:30 - 19:00 （2012年度） |      |
| 山形県         | 山形放送（YBC）               | 日曜 16:00 - 16:30（2010年度） 日曜 8:30 - 9:00（2013年度） 日曜 16:30 - 17:00（2015年度） |      |
| 福島県         | ラジオ福島（rfc）             | 火曜 20:00 - 20:30（2010 - 2012年度） |      |
| 栃木県         | 栃木放送（CRT）               | 火曜 20:00 - 20:30（2010 - 2012年度） |      |
| 茨城県         | 茨城放送（IBS）               | 金曜 21:30 - 22:00（2007 - 2009年度） |      |
| 新潟県         | 新潟放送（BSN）               | 土曜 19:30 - 20:00（2009年度） 木曜 18:30 - 19:00（2010・2011年度） 木曜 18:00 - 18:30（2012 - 2014年度） |      |
| 富山県         | 北日本放送（KNB）             | 土曜 20:00 - 20:30（2007年度） 日曜 10:30 - 11:00（2008年度） 日曜 14:25 - 14:55（2009年度） 日曜 17:00 - 17:30（2010 - 2012年度） 日曜 18:00 - 18:30（2014・2015年度） 木曜 18:15 - 18:45（2016・2017年度） |      |
| 石川県         | 北陸放送（MRO）               | 土曜 21:30 - 22:00（2007年度） 日曜 11:00 - 11:30（2013年1 - 3月） |      |
| 福井県         | 福井放送（FBC）               | 日曜 21:30 - 22:00（2009年度） |      |
| 山梨県         | 山梨放送（YBS）               | 日曜 16:00 - 16:29（2007・2009年度） 土曜 17:00 - 17:30（2008年度） |      |
| 長野県         | 信越放送（SBC）               | 水曜 21:00 - 21:30（2007 - 2010年度） 日曜 11:30 - 12:00 （2011年10 - 12月） 月曜 20:30 - 21:00 （2013年度） 土曜 18:05 - 18:35 （2014年度）                                                                 |      |
| 近畿広域圏     | ラジオ大阪（OBC）             | 日曜 17:00 - 17:30（2008 - 2012年度） |      |
| 和歌山県       | 和歌山放送（wbs）             | 土曜 24:00 - 24:30（2009年度） 火曜 20:00 - 20:30 （2010 - 2012年度） |      |
| 鳥取県・島根県 | 山陰放送（BSS）               | 木曜 23:30 - 24:00（2013年度） |      |
| 岡山県         | 山陽放送（RSK）               | 日曜 17:00 - 17:30（2013年度） 月曜 23:00 - 23:30（2014年度） |      |
| 山口県         | 山口放送（KRY）               | 土曜 21:00 - 21:30（2007・2008・2010年度） 土曜 21:30 - 22:00（2009年度） 土曜 6:00 - 6:30（2013年度） |      |
| 香川県         | 西日本放送（RNC）             | 土曜 23:00 - 23:30（2007年度） 火曜 20:00 - 20:30（2010年 - 2012年度） |      |
| 愛媛県         | 南海放送（RNB）               | 土曜 7:15 - 7:45（2013年度） |      |
| 高知県         | 高知放送（RKC）               | 日曜 23:30 - 24:00（2013年度） |      |
| 長崎県・佐賀県 | 長崎放送（NBC） NBCラジオ佐賀 | 土曜 16:00 - 16:30（2007年度） |      |
| 大分県         | 大分放送（OBS）               | 土曜 21:00 - 21:30（2007年度） |      |
| 宮崎県         | 宮崎放送（mrt）               | 土曜 17:00 - 17:30（2008年度） 水曜 18:30 - 19:00 （2010年度） |      |

## テーマ曲
- 渡辺美里『My Revolution』(オープニング)
- 小堺一機『With』(エンディング)